# Kunupia meeki
Kunupia meeki är en fjärilsart som beskrevs av George Thomas Bethune-Baker 1908. Kunupia meeki ingår i släktet Kunupia och familjen nattflyn. Inga underarter finns listade i Catalogue of Life.